# Walda Pla i Rosés
Walda Pla i Rosés (el Masnou, Maresme, 8 d'octubre de 1913 - Badalona, 22 de maig de 2014) va ser una novel·lista catalana.
Va publicar novel·les romàntiques amb un rerefons històric, Salt d'euga (1961), Amarga joia (1968) i Quan el vent dansa amb el destí (2009). La seva darrera novel·la reflecteix la hipocresia de la societat benestant de les dècades del 1960 i el 1970. Va deixar sense publicar poemes sobre l'Empordà.
Era descendent de nissaga marinera del Masnou i el seu pare, Anton Pla i Manent, va fer les amèriques. Era familiar de l'escriptor i poeta Marià Manent, cosí del seu pare, que va indicar en un estudi del 1994 que considerava que era una de les escriptores oblidades. També era cosina de la novel·lista Cèlia Sunyol i Pla.